# Francesco Acquaroli
Francesco Acquaroli (Macerata, 25 de septiembre de 1974) es un político italiano, presidente de la Región de Marcas desde el 30 de septiembre de 2020.

## Biografía
Inició su compromiso político desde muy joven, como concejal de la Alianza Nacional en la ciudad donde reside, Potenza Picena. Candidato a la alcaldía en 2009 con el centro-derecha, es derrotado por el retador Sergio Paolucci, apoyado por la lista de centro-izquierda.
En las Elecciones generales de Italia de 2018 fue elegido diputado de los Hermanos de Italia. El 8 de junio dimite del cargo de alcalde de Potenza Picena. Es miembro del Comité de Finanzas de la Cámara. En las Elecciones al Parlamento Europeo de 2019 es candidato en la circunscripción de Italia Central con 9 086 preferencias sin ser elegido
Para las lecciones regionales de las Marcas de 2020 vuelve a ser propuesto por su partido como candidato de la coalición de centro derecha y el 22 de junio de 2020 la Liga Norte y Forza Italia dan luz verde a su candidatura; también cuenta con el apoyo de Popolari Marche, UDC, Noi con l'Italia, el Partido Republicano y dos listas cívicas. El 21 de septiembre ganó las elecciones con el 49,13% de los votos, superando a Maurizio Mangialardi (PD), exalcalde de Senigallia y candidato de centroizquierda (37,3%).
El 30 de septiembre de 2020 asume la presidencia de la  Región de Marcas. Es el primer gobernador de la región perteneciente al centro-derecha desde 1995, año en que se introdujo la elección directa del presidente regional. El 20 de octubre escribió al presidente de la Cámara, Roberto Fico, para presentarle su dimisión como diputado, cargo incompatible con el de jefe del Gobierno regional.

## Polémicas
El 28 de octubre de 2019 Acquaroli participó en una cena organizada en Acquasanta Terme por el secretario provincial de los Hermanos de Italia para celebrar el aniversario de la Marcha sobre Roma en 1922. Además de Acquaroli, en esa cena estuvieron presentes otros exponentes de la FdI: el alcalde de Ascoli Piceno Marco Fioravanti, su adjunto Giovanni Silvestri y la teniente de alcalde de San Benedetto del Tronto, Andrea Assenti. Durante la campaña electoral para las elecciones regionales en las Marcas de 2020, debido a esta ambigua presencia, fue acusado por el secretario del Partido Demócrata Nicola Zingaretti de haber participado en una "cena fascista". Acquaroli, tras esta declaración, demandó a Zingaretti.